# Benjamin Imeh
Benjamin Imeh (ur. 20 lipca 1982 w Lagos) – nigeryjski piłkarz grający na pozycji napastnika.
W sezonie 2007/2008  strzelił 4 bramki i wystąpił w 27 meczach swojej drużyny. Wszystkie bramki zdobył w meczach, w których Śląsk Wrocław był gospodarzem.
W sezonie 2009/10 reprezentował barwy Dolcanu Ząbki. Swojego debiutanckiego gola zdobył już w 1. kolejce w meczu przeciwko Stali Stalowej Woli, wygranym przez Ząbkowian 4:1. Swój dorobek bramkowy powiększył w meczu Pucharu Polski przeciwko Ruchowi Zdzieszowice - na listę strzelców wpisał się dwukrotnie. Ostatniego gola w barwach Dolcanu strzelił w 7. kolejce I. ligi w spotkaniu przeciwko Wiśle Płock. Po odejściu trenera Marcina Sasala do Korony Kielce częściej pełnił funkcję rezerwowego, niż podstawowego gracza. Po jednym sezonie spędzonym w Dolcanie, klub postanowił rozwiązać z nim kontrakt. Od rundy wiosennej sezonu 2010/2011 zawodnik Zawiszy Bydgoszcz z którym potem wywalczył awans do zaplecza Ekstraklasy.
W sierpniu 2012 roku został zawodnikiem Lechii Zielona Góra. W debiutanckim meczu przeciwko Bielawiance Bielawa zdobył bramkę. W 2013 roku był zawodnikiem IV-ligowego ŁKS-u z Łęknicy.